# Higón
Higón ist ein spanischer Ort in der Provinz Burgos der Autonomen Gemeinschaft Kastilien und León. Der Ort gehört zur Gemeinde Alfoz de Santa Gadea. Higón liegt vier Kilometer südöstlich von Santa Gadea de Alfoz, dem Hauptort der Gemeinde.

## Sehenswürdigkeiten
- Barocke Kirche San Julián y Santa Basilisa